# Моја драга учитељица 2
Моја драга учитељица 2 (итал. Cara Maestra! 2, са узвичником на DVD-у) је италијански порнографски филм из 2006. године. Наставак је филма из 2004. године. Као и први филм, режирао га је Гвидо Марија Ранијери (итал. Guido Maria Ranieri), а главна глумица је Анђела Ранијери (итал. Angela Ranieri), исто под псеудонимом Asia D’Argento. Филм је снимала кућа FM Video, а на DVD-у у Србији први пут га је издало новосадско предузеће Hexor 2009. године и то у тиражу од 3.000 комада. Интерна ознака српског издавача је DA39, а каталогизација COBISS.SR-ID 222931207. Нема описа на омоту.

## Улоге
| Глумац          | Улога     |
| --------------- | --------- |
| Анђела Ранијери | учитељица |